# Вольский, Аркадий Иванович
Арка́дий Ива́нович Во́льский (15 мая 1932 года, г. Добруш Гомельской области — 9 сентября 2006 года, Москва) — советский и российский государственный и общественный деятель.
Член ЦК КПСС (1986—1991).
Депутат ВС РСФСР (1984—1986). Депутат Верховного Совета СССР 11 созыва (1986—1989). Народный депутат СССР (1989—1991).
Президент РСПП в 1990—2005 гг.

## Биография
Родился в семье учителей. Мать — Вольская Анна Семёновна (1906—1973), отец — Вольский Иван Павлович (1896—1975), оба родом из Белоруссии. Семья Вольских до войны проживала в г. Гродно. С началом войны Иван Павлович Вольский был призван на фронт в июне 1941 года и воевал до 1944, когда получил ранение. После войны Иван Павлович работал директором школы в Брянской обл. и одновременно преподавал там историю. Анна Семеновна Вольская после начала войны работала в штабе партизанского движения в г. Москве, после войны инструктором в отделе народного образования ЦК КПСС.
В начале войны при отступлении советских войск Вольский попал в детский дом в Хвалынске (Саратовская область). К концу войны семья нашлась.
Занимался боксом и фехтованием.
В 1955 году окончил с отличием Московский институт стали им. И. В. Сталина (с 1962 года — Московский институт стали и сплавов), инженер-металлург.
В 1955—1969 годах работал на Московском автозаводе им. И. А. Лихачёва, прошёл путь от помощника мастера, мастера и начальника 3-го литейного цеха до начальника литейного производства и секретаря парткома ЗИЛ.
Стал инициатором ряда технических нововведений и в 1970 был удостоен Государственной премии СССР.
В 1969—1990 годах работал в ЦК КПСС — возглавлял сектор автомобильной промышленности отдела машиностроения, затем работал в должности заместителя заведующего отделом машиностроения, с 1985 года возглавлял отдел машиностроения ЦК. Принимал непосредственное активное участие в создании гигантов отечественной автомобильной промышленности ВАЗ и КАМАЗ. С 1983 по 1984 год был помощником по экономике Генерального секретаря ЦК КПСС Ю. Андропова.
В период с 1984 по 1985 год — помощник по экономике Генерального секретаря ЦК КПСС К. У. Черненко.
В 1986 году провёл три месяца на Чернобыльской АЭС, участвуя в ликвидации последствий аварии. В 1988—1990 годах по поручению М. С. Горбачева, А. Вольский возглавлял Комитет особого управления Нагорно-Карабахской автономной областью. В 1989 году 92 % избирателей НКАО — и армяне, и азербайджанцы — избрали А. Вольского народным депутатом СССР.
После августовских событий 1991 года назначен заместителем руководителя Комитета по оперативному управлению народного хозяйства СССР, на который были временно возложены функции Кабинета Министров СССР. Отвечал за промышленность, оборонный комплекс, строительство, транспорт и связь. В 1995 году он был заместителем руководителя делегации по мирному разрешению конфликта в Чеченской Республике.
В 1990 году А. И. Вольский при участии Е. П. Велихова (со стороны АН СССР) создал Научно-промышленный союз, впоследствии переименованный в Российский союз промышленников и предпринимателей, который сам и возглавлял в период с 1990 по 2005 год в должности президента РСПП, но сам бизнесом не занимался.
В 1995 году стал одним из учредителей Российской объединённой промышленной партии (РОПП) — фактического политического крыла Союза промышленников и предпринимателей.
Возглавлял избирательный список блока «Гражданский союз» на выборах в Государственную думу в 1993. На выборах в Государственную думу в 1995 занимал 3 место в списке блока «Профсоюзы — Промышленники России — Союз труда». Оба избирательных списка не набрали необходимого числа голосов для прохождения в парламент. На выборах 1999 года был первым в списке в Томско-Омской группе от блока «Отечество — Вся Россия», но так же не смог избраться.
Награждён многочисленными советскими и российскими орденами и наградами.

Могила Вольского на Новодевичьем кладбище Москвы.

Умер 9 сентября 2006 года после тяжёлой и продолжительной болезни (острый лейкоз). Похоронен на Новодевичьем кладбище в Москве.
Президент России Владимир Путин в своей телеграмме семье А. Вольского назвал его «много сделавшим для становления новой отечественной экономики и консолидации российских предпринимателей». Михаил Горбачёв отмечал, что А. Вольский «старался найти оптимальные подходы для сотрудничества бизнеса и власти».

## Вклад Аркадия Вольского в дело возрождения и независимости Нагорного Карабаха
В январе 1989 года в Москве был создан Комитет особого управления НКАО во главе с Аркадием Вольским. В общественно-политических кругах НКР отмечают, что Вольский внес большой вклад в дело возрождения и независимости Нагорного Карабаха с самых первых дней его пребывания на карабахской земле. В НКР началась его яркая политическая жизнь. Благодаря огромному авторитету, Вольский был избран депутатом Верховного совета СССР от Нагорного Карабаха.
В каждой семье, проживающей на территории Арцаха, помнят вклад Аркадия Ивановича и изменения в лучшую сторону с его приездом в Степанакерт.
После его ухода из жизни Аркадия Ивановича, многие политические деятели НКР не единожды выражали свое уважение и благодарность за его труды.
«В Нагорном Карабахе, где Аркадия Ивановича почитают в каждой семье, всегда будут помнить о нём как о политике, который искренне стремился решить проблему Нагорного Карабаха с учётом интересов и чаяний нашего народа».
«Аркадий Иванович был хорошо известен в Нагорном Карабахе как человек, всем сердцем болеющий за судьбу края и его народа», — говорится в соболезновании бывшего министра иностранных дел Нагорно-Карабахской Республики Г.Петросяна.

## Семья
Жена, двое детей, шесть внуков.

## Награды
- Орден «За заслуги перед Отечеством» II степени (18 апреля 2006) — за большой вклад в развитие промышленности и предпринимательства в Российской Федерации и многолетний добросовестный труд[21]
- Орден «За заслуги перед Отечеством» III степени (10 мая 2002) — за большой вклад в становление отечественной рыночной экономики, развитие предпринимательской деятельности и многолетний добросовестный труд[22]
- Орден Октябрьской Революции (1971)
- Орден Трудового Красного Знамени (1966, 1976, 1987)
- Орден «За заслуги» III степени (Украина, 15 мая 2002) — за весомый вклад в укрепление российско-украинских экономических связей[23]
- Орден Почёта (Белоруссия, 26 июня 2002) — за заслуги в развитии экономических связей между Республикой Беларусь и Российской Федерацией[24][25]
- Памятная золотая медаль «Манас-1000» (Кыргызстан, 30 октября 1995)[26]
- Юбилейная медаль «Тынга 50 жыл» (Казахстан, 18 декабря 2004)[27]
- Медаль «В ознаменование 100-летия со дня рождения Владимира Ильича Ленина» (1970)
- Юбилейная медаль «Сорок лет Победы в Великой Отечественной войне 1941—1945 гг.» (1985)
- Медаль «За освоение целинных земель»
- Медаль «200 лет МВД России» (2002)
- Государственная премия СССР (1971)
- Благодарность Правительства Российской Федерации (15 мая 2002) — за большой личный вклад в становление отечественной рыночной экономики, развитие предпринимательской деятельности, многолетний добросовестный труд и в связи с 70-летием со дня рождения[28]
- Почётная грамота Кабинета Министров Украины (10 мая 2002) — за значительный личный вклад в развитие отношений между Российской Федерацией и Украиной, многолетний плодотворный труд и по случаю 70-летия со дня рождения[29]
- Лауреат национальной премии бизнес-репутации «Дарин» Российской Академии бизнеса и предпринимательства в 2001 и 2002 годах

## Киновоплощения
- 2015 — В созвездии Стрельца (мини-сериал). В роли Вольского — Александр Аверков.